# توم فريدمان
توم فريدمان (بالإنجليزية: Tom Friedman)‏ هو نحات أمريكي، ولد في 1965 في سانت لويس في الولايات المتحدة.